# Gaocheng (sockenhuvudort i Kina, Jiangxi Sheng, lat 28,10, long 114,35)
Gaocheng är en sockenhuvudort i Kina. Den ligger i provinsen Jiangxi, i den sydöstra delen av landet, omkring 160 kilometer sydväst om provinshuvudstaden Nanchang. Antalet invånare är 27 125. Befolkningen består av 13 036 kvinnor och 14 089 män. Barn under 15 år utgör 28,0 %, vuxna 15-64 år 62 %, och äldre över 65 år 8,0 %.
Runt Gaocheng är det tätbefolkat, med 343 invånare per kvadratkilometer. Närmaste större samhälle är Zhutan, 19,3 km väster om Gaocheng. I omgivningarna runt Gaocheng växer i huvudsak blandskog.
Genomsnittlig årsnederbörd är 2 205 millimeter. Den regnigaste månaden är maj, med i genomsnitt 372 mm nederbörd, och den torraste är oktober, med 50 mm nederbörd.